# Mompha maculata
Mompha maculata ist ein Schmetterling (Nachtfalter) aus der Familie der Fransenmotten (Momphidae).

## Merkmale
Die Falter erreichen eine Flügelspannweite von 12 bis 13 Millimeter. Kopf und Stirn (Frons) glänzen fahl grau. Der Scheitel und das Nackenbüschel schimmern graubraun. Die Fühler sind graubraun, die Fühlerspitze besteht aus etwa zehn grauweißen Segmenten. Thorax und Tegulae sind graubraun und haben einen starken Bronzeglanz. Die Vorderflügel glänzen dunkelbraun und haben eine leicht schräg nach außen verlaufende orangegelbe Binde in der Nähe der Flügelbasis. Ein ähnlich gefärbter Fleck befindet sich in der Analfalte bei 1/4 der Vorderflügellänge. Zur Zeichnung gehören vier weiße, gelb umrandete Flecke. Der erste befindet sich am Flügelinnenrand bei 2/5 der Vorderflügellänge, der zweite in der Nähe der Costalader bei der halben Vorderflügellänge, der dritte am Innenwinkel und der vierte an der Costalader bei 4/5 der Vorderflügellänge. Die Fransenschuppen sind graubraun. Die Hinterflügel glänzen bräunlich grau.
Die Genitalarmatur der Männchen ähnelt der von Mompha locupletella, sie unterscheidet sich aber durch den längeren Uncus und den längeren Cornutus des Aedeagus. 
Die Weibchen können von der ähnlichen Art M. locupletella anhand der gleich langen Apophysen unterschieden werden. Weitere Unterscheidungsmerkmale sind die größeren sklerotisierten und behaarten Lappen des 8. Sternits, der gekrümmte Hinterrand an der Einbuchtung des 7. Sternits und der breitere Ductus seminalis.

## Verbreitung
Mompha maculata ist in Georgien, Aserbaidschan und in Armenien beheimatet.

## Biologie
Die Wirtspflanzen der Raupen sind nicht bekannt. Falter wurden von Anfang Juni bis Mitte August in bergigen Regionen in Höhenlagen von 400 bis 2300 Meter Höhe gefangen.

## Systematik
Aus der Literatur sind folgende Synonyme bekannt:
- Psacaphora maculata Sinev, 1986